# Synagoga Jakuba Sroki w Łodzi
Synagoga Jakuba Sroki w Łodzi – prywatny dom modlitwy znajdujący się w Łodzi przy ulicy Piotrkowskiej 42.
Synagoga została założona w 1898 roku z inicjatywy Jakuba Sroki. Mogła ona pomieścić 30 osób. Podczas II wojny światowej hitlerowcy zdewastowali synagogę.  